# Escola de Aprendizes-Marinheiros do Espírito Santo

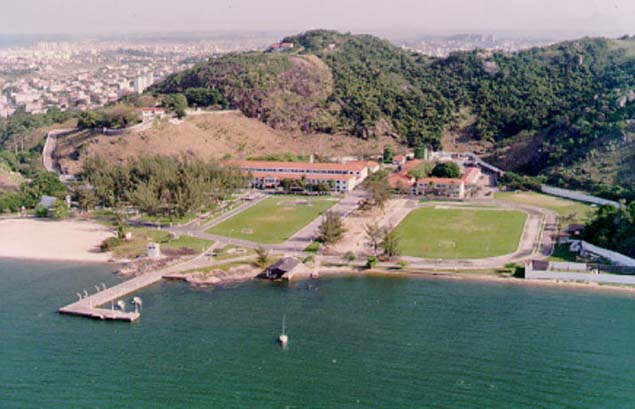
Escola de Aprendizes-Marinheiros do Espírito Santo.

A Escola de Aprendizes-Marinheiros do Espírito Santo (EAMES) localiza-se na enseada de Inhoá no parque da Prainha, na cidade de Vila Velha, próximo à de Vitória, no estado do Espírito Santo, no Brasil.

## História

### Antecedentes
A sua história remonta à segunda metade do século XIX quando, em 1862, as dependências do antigo Forte de São Francisco Xavier de Piratininga foram cedidas à Marinha do Brasil, passando a servir como Escola de Aprendizes de Marinheiros, tendo como seu primeiro comandante o Capitão-tenente José Lopes de Sá. De duração efêmera, entretanto, essa primeira escola veio a ser extinta em 1866.
À época da República Velha, pelo Decreto-Legislativo n° 1.654, de 13 de junho de 1907, as instalações do antigo forte foram ampliadas para a instalação da nova Escola de Aprendizes-Marinheiros do Espírito Santo, inaugurada a 1 de abril de 1909, também de efêmera duração, de vez que foi extinta em 1913.

### A EAMES
Em cumprimento à Portaria n° 2 de 1 de março de 1952, do Diretor Geral do Ensino Naval, Vice-Almirante Armando Pinto de Lima, o Capitão-de-Corveta Paulo Cezar Ribeiro deslocou-se ao Espírito Santo, com a missão de entrar em entendimentos com o então Governador, Jones Santos Neves, para se proceder a escolha de local apropriado para a nova instalação da EAMES. O local escolhido foi a enseada de Inhoã, após visita do Capitão Paulo Cezar, acompanhado do Capitão dos Portos e do Secretário de Viação e Obras Públicas do governo do estado.
Após os trâmites jurídico-administrativos, iniciou-se a construção do primeiro edifício da EAMES, a Usina Elétrica, com o lançamento da pedra-fundamental a 6 de Outubro de 1954. As obras dos demais edifícios puderam, assim, prosseguir em ritmo acelerado, de modo a que eram dadas como concluídas em janeiro de 1960. Em Abril desse mesmo ano, era aquartelada a primeira turma, denominada de Turma Alfa, com um efetivo de 452 aprendizes oriundos dos estados da Bahia, Espírito Santo, Guanabara, Minas Gerais, Pernambuco e São Paulo. A 29 de outubro de 1960, a EAMES foi solenemente inaugurada, com a presença do Presidente da República, Juscelino Kubitschek de Oliveira, do Ministro da Marinha, Almirante Jorge do Paço Matoso Maia, do Diretor Geral do Pessoal, Vice-Almirante Antônio Cezar de Andrade, entre outras autoridades militares, civis e eclesiásticas.

## Instalações e recursos
O Curso de Formação de Marinheiros para a Ativa tem a duração de onze meses e é ministrado em regime de internato.
As atuais instalações da escola contam com doze salas de aula (quatro adaptadas a ambiente multimídia), dois laboratórios de Informática com trinta estações de trabalho cada, um laboratório de Eletricidade/Eletrônica, um laboratório de elementos de Máquinas, uma biblioteca multimédia, um navio de pedra e uma torre de sinais (para instrução de comunicações interiores, e de noções de navegação e marinharia), dois simuladores de marinharia (para noções de faina de transferência de carga leve), mini-maracanã (para noções de faina de B-INC), um pier com dois escaleres a remo e dois escaleres à vela, stand de tiro, áreas de esporte com pistas de atletismo, dois campos de futebol, duas quadras poli-esportivas, piscina e área de lazer com sauna e cantina.